# Chasing Ice
Chasing Ice è un documentario del 2012 diretto da Jeff Orlowski
Al film hanno preso parte diversi fotografi tra cui James Balog, Svavar Jonatansson, Adam LeWinter, Louie Psihoyos e lo stesso Orlowski.

## Trama
Nel 2005 James Balog si diresse verso il circolo polare artico per un incarico commissionatogli dalla National Geographic riguardo ai cambiamenti climatici sulla Terra. Partendo scettico, il fotografo si ricrede e successivamente decide di organizzare una spedizione ancora più dura, che ne metterà a rischio la vita.
Nella primavera del 2005, l'acclamato fotografo ambientalista James Balog si è diretto verso l'Artico per un ingannevole incarico per  National Geographic : catturare le immagini per aiutare a raccontare la storia del clima che cambia la Terra. Anche con un'educazione scientifica, Balog era stato scettico riguardo ai cambiamenti climatici. Ma quel primo viaggio a nord ha aperto gli occhi sulla più grande storia della storia umana e ha suscitato in lui una sfida che avrebbe messo a rischio la sua carriera e il suo benessere.
Chasing Ice è la storia della missione di un uomo di cambiare il corso della storia raccogliendo prove innegabili del nostro pianeta che cambia. Nel giro di pochi mesi da quel primo viaggio in Islanda, il fotografo ha concepito la spedizione più audace della sua vita: The Extreme Ice Survey. Con una schiera di giovani avventurieri al seguito, Balog ha iniziato a schierare rivoluzionarie videocamere time-lapse attraverso il brutale Artico per catturare un record pluriennale dei ghiacciai che cambiano il mondo.
Mentre il dibattito polarizza l'America e l'intensità dei disastri naturali dilaga a livello globale, Balog si ritrova alla fine del suo potere. Combattendo la tecnologia non testata in condizioni di sottozero, si trova faccia a faccia con la propria mortalità. Ci vogliono anni perché Balog veda i frutti del suo lavoro. I suoi video meravigliosamente belli comprimono anni in secondi e catturano antiche montagne di ghiaccio in movimento mentre scompaiono ad un ritmo mozzafiato. Chasing Ice descrive un fotografo che cerca di fornire prove e speranza al nostro pianeta alimentato a carbone.